# グゼノー川
グゼノー川（グゼノーかわ、デンマーク語: Gudenå）はデンマークにある川。ユトランド半島北東部にある川であり、デンマーク国内最長の河川である。延長約176km。
Tinnet Kratに端を発し、湖に流れ込みつつ半島を北流、シルケボーを通過し、Bjerringbro付近で東に流れを変える。その後、ラナースを通過し、ラナース・フィヨルドに注ぐ。